# Suối Rao
Suối Rao là một xã thuộc huyện Châu Đức, tỉnh Bà Rịa – Vũng Tàu, Việt Nam.

## Địa lý
Xã Suối Rao nằm ở phía đông nam huyện Châu Đức, có vị trí địa lý:
- Phía đông giáp huyện Xuyên Mộc
- Phía tây giáp xã Đá Bạc
- Phía nam giáp huyện Đất Đỏ
- Phía bắc giáp các xã Xuân Sơn và Sơn Bình.

Xã có diện tích 33,88 km², dân số năm 1999 là 2.378 người, mật độ dân số đạt 70 người/km².

## Lịch sử
Xã Suối Rao được thành lập vào ngày 2 tháng 6 năm 1994 trên cơ sở toàn bộ 2.938 ha diện tích tự nhiên và 1.381 người của khu kinh tế mới Suối Rao.